# Wilfried Fitting
Wilfried-Markus Fitting (* 31. Dezember 1919 in Bonn; † 3. Juni 2012 in Köln) war ein deutscher Internist sowie Hochschullehrer.

## Leben
Wilfried Fitting, der Sohn des Botanikers Johannes Fitting und der Sigrid, geborene Meyer, leistete nach dem Abitur seinen Arbeits- und Kriegsdienst ab. Anschließend wandte er sich dem Studium der Medizin an den Universitäten Bonn, Straßburg sowie Tübingen zu, 1948 legte er das Staatsexamen ab, im Folgejahr wurde er zum Dr. med. promoviert.
In der Folge absolvierte Fitting seine klinische Weiterbildung an der Medizinischen und der Chirurgischen Klinik der Universität Bonn, 1955 erhielt er die Anerkennung als Facharzt für Innere Krankheiten von der Ärztekammer Nordrhein. 1958 habilitierte er sich als Privatdozent für Innere Medizin in Bonn, dort wurde er 1965 zum außerplanmäßigen Professor befördert. 1961 wurde ihm die Stelle des Direktors der Medizinischen Klinik am Evangelischen Krankenhaus Weyertal in Köln, 1975 zusätzlich jene des Ärztlichen Direktors, übertragen.
Nach seiner Verabschiedung in den Ruhestand 1985 wurde er vom Vorstand der Ärztekammer Nordrhein, dem er zeitweise angehört hatte, als ehrenamtliches stellvertretendes Mitglied für das Gebiet Innere Medizin in die Gutachterkommission für ärztliche Behandlungsfehler bei der Ärztekammer Nordrhein berufen, kurze Zeit später wurde er zum stellvertretenden Geschäftsführenden Mitglied bestellt. Von 1987 bis 1996 fungierte er weiter als Geschäftsführendes Kommissionsmitglied.
Wilfried Fitting, Autor zahlreicher Fachveröffentlichungen insbesondere auf den Gebieten Hämatologie, Endokrinologie sowie Jodstoffwechsel, wurde 1997 in Anerkennung seiner wissenschaftlichen Leistung sowie für seine Verdienste um das Gutachterwesen in Deutschland mit der Paracelsus-Medaille der deutschen Ärzteschaft ausgezeichnet.
Wilfried Fitting heiratete 1957 Gisela geborene Vorster. Er verstarb 2012 im Alter von 92 Jahren. Wilfried Fitting war der Enkel des Rechtswissenschaftlers Hermann Fitting.

## Publikation
- Histologische Untersuchungen über die Bedeutung der Reticulumzellen für die Regeneration des roten Knochenmarks : Zugleich ein Bericht über vergleichende Untersuchungen von Knochenmark-Schrittpräparaten mit Ausstrichpräparaten nach dem Tode. Mit 6 Abbildungen im Text, Dissertation, Druck: Brühl, Gießen, 1949